# 魔塔大陸2 少女們於世界中迴響的創造詩
《魔塔大陸2 少女們於世界中迴響的創造詩》是由Gust及万普共同開發的魔塔大陸系列電子角色扮演遊戲，是《魔塔大陸 在世界終結續詠詩篇的少女》的續作，最初于2007年在日本發行。本作人物設計由凪良擔當，舞台從一代「阿爾托內里可」塔所在的索‧希艾爾（ソル・シエール）轉移到梅塔‧法爾斯。本作強化了戰鬥中的少女謢衛模式並增加了雙人詠唱模式、合體詩魔法，另外還增加入浴系統來強化女主角、I.P.D.保護行動以及店家的協力調合。

## 剧情

### 世界觀
梅塔‧法爾斯（メタ・ファルス）
梅塔‧法爾斯原本是在700年前的第一紀時，繁榮世上的一個區域名稱。當時的梅塔法爾斯是有名的先進國家，現今大地已不在，人們只能生活在塔上的狹窄土地上。
梅塔法利卡（メタファリカ ）
據說是能創造出大地的詩魔法。梅塔法利卡（メタファリカ）的意思，可以用前作的「EXEC_HARMONIUS/. ハーモニウス」詩中的「冀望之詩」來解釋。400年前曾經詠唱過一次，但最後卻失敗了。本遊戲的最終目的是要詠唱梅塔法利卡。其理論設計者是400年前的澪之御子茵菲爾（インフェル）。「澪之御子」是能連繋世上所有的I.P.D.以集結其力量者、「焰之御子」則是為將此力量形成大陸者。故此梅塔法利卡的詩歌水晶有兩個，2個御子各有其專用的。
大鐘堂
統治梅塔‧法爾斯的政府機關，是卡羅亞（クロア）、克羅謝（クローシェ）及雷格利斯（レグリス）所屬的組織，約有700多年的歷史。組織內以教皇和御子作為最高權位。大鐘堂是為了安定地上並綜合民意推行「梅塔法利卡計畫（メタファリカプロジェクト）」的機關。因為普遍認為詠唱梅塔法利卡（メタファリカ）需要借助神的力量，因此需要由每一代的御子來傾聽神的聲音。20年前阿爾弗曼（アルフマン）竄奪政權，而欲推翻既有體制轉為與神對立，阿爾弗曼認為是神阻撓實現人們建立理想鄉的梅塔法利之力。人民由於數百年來的維持現況無所改變，而對阿爾弗曼的政見非常支持。
神聖政府軍
和大鐘堂對立，發表要與神協調的宣言。在阿爾弗曼（アルフマン）竄奪政權之前就出現的，是以教皇為中心大鐘堂體制所標榜「善美的事物」活動的組織，原本是從一個男子發起，爾後逐漸形成反政府的勢力，並且在謠傳找尋到皇族末裔塔爾剛納（タルガーナ）之後，更加速其活動。原本大鐘堂認為不過是單單的地下活動罷了，但在經過皇太子塔爾剛納和神的勢力加入後，開始構成大鐘堂的威脅。
I.P.D.感染症
詩魔法少女獨有的病症、可分為「陽性」和「陰性」，「陽性」者發病時詩魔法會失控且暴走，將周圍陷入一片火海甚至連發病者都可能會被卷入火中而燒死，而「陰性」者發病時只會發燒昏迷。發病時除了將她們弄昏隔離以外別無他法。 一旦感染者發病時，周遭半徑數十斯托（1斯托≒3公尺）範圍内的詩魔法少女會有很高的機率發生連鎖發病。I.P.D.是「茵菲爾・琵拉依存體（インフェル・ピラ依存体）」的簡稱。Infel.Phira.Dipendency（茵菲爾・琵拉依存症）的略稱，在400年前的梅塔法利卡計畫中，為要支援焰之御子力量，而製造茵菲爾・琵拉作為增幅裝置。事實上，不但會將I.P.D.的精神世界轉移到茵菲爾・琵拉內，也會在深層與其他的I.P.D.結合，並且心之護也在那時候消失了。因此，為了使I.P.D.的潛入者不會進到其他I.P.D.的精神世界中，而不讓LV.8以後的階層跳躍出現。

### 主要角色
克羅亞・瓦泰爾（クロア・バーテル） 聲優：遊佐浩二
18歲。本作的主角。自幼失去雙親，此後很受青梅竹馬的瑠珈家照顧。因為憧憬著梅塔法利卡（メタファリカ ）與新綠的大地而加入大鐘堂，是騎士團中是倍受矚目的新人。他和其他騎士不同，沒和詩魔法少女搭檔。在遊戲初期因某事件而開始擔任克羅謝（クローシェ）的護衛。非戰鬥時總是戴著眼鏡。在捷克莉（ジャクリ）路線的結局中為了捷克莉而學習詩語言唱詩。另外，事實上他的雙親是因被卷入瑠珈（ルカ）妹妹聆珈（レイカ）的I.P.D.暴走事件中而死亡。
瑠珈・特魯利渥斯（ルカ・トゥルーリーワース） 聲優：小清水亞美
19歲。本作的女主角之一。是第三世代的詩魔法少女。和青梅竹馬的克羅亞是公認的一對。從事一種叫潛入療法（ダイバーズセラピ）的職業，內容是藉由讓人潛入精神世界來冶癒客人。 事實上瑠珈才是真正的克羅謝，是上一代「焰之御子」的親生女兒，因此她並不是聆紗的親生女兒並且她被拐走的妹妹聆珈（レイカ）正是現在大鐘堂的克羅謝。她本人正如她在她的詩魔法（百夜孃）中所稱自己的，「腹黑嬌（ドロデレ）」，有表裡不一的個性，為了尋找妹妹聆珈而利用克羅亞，但其實也是真的喜歡克羅亞。詩歌密碼是「FRELIA_ANSUL_SOL=MARTA」與芙蕾麗亞相同。
克羅謝・蕾堤爾・帕斯塔里耶（クローシェ・レーテル・パスタリエ） 聲優：沢城みゆき
17歲。本作的女主角之一。是第三世代的詩魔法少女。大鐘堂的御子，被稱為是梅塔‧法爾斯最尊貴之命，在歷代御子中是人氣最高的一位，她的演說總是滿帶熱情，被稱為是「紡織大地的御子」。超級不知世事，常以高姿態命令男主角。本名為聆珈･特魯利渥斯（レイカ･トゥルーリーワース），在3歲時I.P.D.發病而被強行帶走，是瑠珈沒有血緣的妹妹。被勞德涅斯帶到研究所成為實驗體，之後克羅謝將這段幼年的黑暗記憶封印住而失去記憶，她精神世界中一位名叫愛麗絲（アリス）的女孩正是克羅謝已封印的記憶。克羅謝其實是「澪之御子」，是唯一能制御茵菲爾・琵拉（インフェル・ピラ）的詩魔法少女，她自己也是I.P.D.感染者，「澪之御子」之所以被稱為「災之御子」是因為能操作レプレキア（唯一能與神對抗的武器）。
蛇刳（ジャクリ） 聲優：宮崎羽衣
382歲（外貌15歲）。本作的女主角之一。身著黑色緊身衣的謎樣女子。是β純血種的詩魔法少女。登場時駕駛著一架名為「蛇刳（ジャクリ）」的機器。據本人說「報上名字很麻煩」的緣故，直接叫蛇刳就好了。 其實她是上作的最終頭目謬魯（ミュール），和絲碧卡（スピカ）一起來到梅塔・法利卡，她的目的是位了尋找「大地的心臟」以回復失去的大地，在結局時將「大地的心臟」交給可可娜帶去蒂麗亞的塔。自己則是回去索‧希艾爾（ソル・シエール）幫忙修蕾麗亞。遊戲末段時蛇刳給芙蕾麗亞寫的精神世界劇本中也有前作三位女主角登場。詩歌密碼是「MULE_TEIWAZ_ARTONELICO」
可可娜・瓦泰爾（ココナ・バーテル） 聲優：志村由美
11歲。本作的女角之一。被克羅亞所扶養的女孩子，在2年前因I.P.D.暴走時失去家人而被克羅亞撿回家。她擁有極高的戰鬥能力，且和克羅亞搭檔的很好，因此被破例准許與克羅亞一同行動。其實可可娜之後也發生了I.P.D.感染症，並且在故事結束時接受捷克莉的委託前往蒂麗亞的塔，若是到最後主角都沒有選擇其他三位女主角（或是進入Lv5以上的精神世界）的話，就可以與可可娜有結局。
雷格利斯・布蘭歇斯卡（レグリス・ブランシェスカ） 聲優：てらそままさき
38歲。大鐘堂的騎士團團長。她的妻女在I.P.D.暴走事件中過逝。因此有點把女兒的影子加在阿瑪麗葉身上。 和聆紗是舊識，也曾經對彼此有好感。
聆紗・特魯利渥斯（レイシャ・トゥルーリーワース） 聲優：鹽山由佳
37歲。瑠珈的母親，在ミント區務農為生。雖然很重視瑠珈，卻不擅表達，在聆珈被擄走後母女關係逐漸冷淡。原本是上代焰之御子亞謝（アーシェ）隨侍，與亡夫巴茲和雷格利斯在那時候是好友。由於阿爾弗曼在竄奪政權時殺害了亞謝，在那時被亞謝託付了御子的繼承者「克羅謝（現在的瑠珈）」與名為「焰之鑰」的詩。遊戲中因為保護瑠珈而身亡。
阿瑪麗葉・潔拉多（アマリエ・ジェラード） 聲優：後藤沙緒里
20歲。遊騎兵為業的冒險者大姊，身邊總是跟著一個謎樣生物斯普（スープ），擅長演奏里拉琴，也會以此貼補貼補需用。實為住在卡納卡納突堤（カナカナ突堤）的澪之子民，有半個堤爾族血統。切斯特（チェスター）對她來說像是相依為命的兄長。目前是神聖政府軍的一員。實際年齡是29歲。
斯普（スープ） 聲優：小松里歌
阿瑪麗葉的寵物（？）。特長是變成枕頭。遊戲中盤後飼主（？）變為瑠珈。他的真實身分是「METHOD_METAFALICA/.」的詩歌水晶。同時也是一個自律程式作為「茵菲爾斯球體（インフェルスフィア）」假想空間程式的主人。
瞬（しゅん）聲優：速水獎
746歲。作為神的使者，因為得知阿爾弗曼企圖要發動與神的戰爭而來協助神聖政府軍。 事實上瞬乃為資料生命體，原是「安傑（エンジャ）」的人格資料值入其中。安傑是第一紀時，12位賢者之一的克里佳帕（クリジャパ）的兒子。他的責任是要保護芙蕾麗亞。
茵菲爾（インフェル） 聲優：松谷彼哉
克羅謝的心之護。非常的重事務，凡事以效率為第一優先，學識淵博。喜歡說冷到不行的冷笑話，也因此詩魔法也都是冰冷系的。 約481歲。原本I.P.D.在受到感染時其心之護也會跟著消失、因此茵菲爾並不是身為I.P.D.克羅謝的心之護。她的真正身分是400年前的澪之御子茵菲爾，將肉體捨去而住在二進位領域（バイナリ野）。亦是本作的最終頭目。
源五郎（ゲンゴロー） 聲優：野川櫻
瑠珈的心之護，好像有在兼差作保險，很受瑠珈客人的歡迎。然而克羅亞在精神世界中所看見的模樣和瑠珈所看見的不同。就因為她的名字和外貌有很大的落差而給潛入療法的客人很深的印象，因此成為名人（名護？）其正身為聆紗為瑠珈所製作的企鵝布偶。克羅亞所見到的實是400年前的焰之御子妮妮夏，在400年前的梅塔法利卡事件中喪生。
阿爾弗曼・烏拉諾斯（アルフマン・ウラノス） 聲優：子安武人
43歲。大鐘堂現任總統。竄奪掌權後，提倡實現梅塔法利卡之力而大受民眾歡迎。20年前從大學畢業後即在大鐘堂廰工作。致力於帝王學且富有政治手腕。比當時的教皇還握有政治實權，因而被任命為「總統」。在上代教皇過逝後遂竄奪王位，成為實質的在位者。
Dr.勞德涅斯（ドクター・ラウドネス） 聲優：銀河萬丈
51歲。是阿爾弗曼的參謀，畢生致力於實現綠之大地梅塔法利卡的研究者。有傳聞說勞德涅斯才是在阿爾弗曼背後的實際掌權者。出身自蒂麗亞的塔、為了自身的目的而追求梅塔法利卡。
塔爾剛納皇太子（タルガーナ皇太子） 聲優：綠川光
20歲。與現在執政的「阿爾弗曼政權」敵對的勢力，為「神聖政府軍」很有人氣的領頭者。其實是阿爾弗曼政權以前的パスタリア教皇的血統繼承人，自尊非常高，視教皇血脈為尊貴不可玷汙。幼年與克羅亞是一起學習劍術的伙伴。
切斯特・威諾亞（チェスター・ル・ウィノア） 聲優：諏訪部順一
34歲（外貌24歲）。所屬於與阿爾弗曼政權對立組織的「神聖政府軍」，是實戰部隊的首領。 與阿瑪麗葉同為住在卡納卡納突堤殘存的澪之子民。
零音節・洛螺（レイオンセツ・ラクラ） 聲優：渡邊明乃
32歲（外貌15歲）。擁有能感應發病I.P.D.的特殊能力。精神已轉移到茵菲爾・碧拉内部，因此能協助檢測I.P.D.、發布I.P.D.捕獲的出動命令，她的事情鮮為人知。本名叫作索妮亞・蕾・拉庫亞（ソニア・レー・ラクーア）。與切斯特和阿瑪麗葉同為住在卡納卡納突堤殘存的澪之子民，是切斯特的戀人。
芙蕾麗亞（フレリア） 聲優：森永理科
739歲。沈眠於卡納卡納突堤的女性。是詩魔法少女源血種三人中的其中一位。天真無邪，能使用世界上最強的古梅塔法爾斯之律。雖然對人何人都很親切，實際上在幼年時遭人類欺負而對人類心生恐懼。 生於第一紀的3032年索‧希艾爾，是世上第二古老的詩魔法少女，一誔生即被送往梅塔法爾斯。詩歌密碼是「FRELIA_ANSUL_SOL=MARTA」。
菈琪（ラキ）
外貌19歲。家管機器人，是做為神的護衛的人造人。有一個姊妹機叫作蕾琪（レキ）。與前作登場的莓莓（メイメイ）及奏（カナデ）類似。 有處理事務與守護作戰的兩面，可以轉換形式的複合機械。使命是為守護神所在的天上。總是不帶感情冷靜的處理處物。
巴茲・特魯利渥斯（バッツ・トゥルーリーワース） 聲優：山口勝平
得年28歲。瑠珈的父親。在瑠珈5歲時，發生聆珈的I.P.D.症發作，為保護聆珈而遭殺害。
辛希亞（シンシア）
16歲。是帕斯塔里亞（パスタリア）中、大鐘堂御用武器店「鶴屋」老闆的女兒。和克羅亞是意氣相投的朋友。她本人似乎並不喜歡開武器店的樣子，而是想要開花店。
空猫（そらねこ）
19歲。在瑠珈工作所在的拉克夏克（ラクシャク）的料理店中工作。稱呼曾在那裡打工作女服務生的瑠珈為前輩。後來在瑠珈離職後就沒再共事。空猫是工作中用的名字，本名叫作莉莉娜（レレナ）。
沙亞紗（さーしゃ）
10歲。在斯弗雷（スフレ）軌道沿線經營雜貨店（よろづ屋）的女孩，個性坦率開朗。雙親已故，而和祖母二人相依為命，目前祖母生病住院而一人獨自經營。因為除了購物以外沒有出門，因此連克羅謝是御子都不知道。順帶一提，她沒有上學而獨自解讀古代文字，是個天才兒童（她本人並沒有發現）。
絲碧卡・妮爾（スピカ・ニール） 聲優：ミルノ純
26歲。前作在螢火橫巷販售貓糖、背地裡從事情報屋的女性。本作為了某事而來到梅塔法利卡。好像和捷克莉是舊識。在本作中也同様以「猫飴バケツ一杯食べたいよ」的秘密暗號跟她買到前作的高價物品。

## 音乐
遊戲中詩魔法少女們所詠唱的詩（ヒュムノス）加上主題曲「謳う丘～Harmonics FRELIA～ 」在內共有19首歌曲。另外還有4首未在遊戲中登場的曲目。每位詩魔法少女的演唱者為：
克羅謝（クローシェ）：志方あきこ
| 曲名                                                       | 遊戲中的登場時間                | 收錄專輯         |
| 謳う丘～Harmonics FRELIA～                                 | 遊戲主題曲                      | 收錄於澪～ミオ   |
| METHOD_IMPLANTA/.                                          | 第3章末，下載詩歌密碼後         | 收錄於澪～ミオ   |
| METHOD_METAFALICA/.                                        | 第5章中，克羅謝在演說中的決勝曲 | 收錄於澪～ミオ   |
| METHOD_REPLEKIA/.                                          | 每一次啟動レプレキア時          | 收錄於澪～ミオ   |
| EXEC_over.METHOD_SUBLIMATION/. ～lamenza                   | 最終戰中對龍樹首戰              | 收錄於澪～ミオ   |
| EXEC_over.METHOD_SUBLIMATION/. ～ee wassa sos yehar        | 最終戰中對龍樹再戰              | 收錄於澪～ミオ   |
| EXEC_over.METHOD_SUBLIMATION/. ～omness chs ciel sos infel | 最終戰中對茵菲爾和妮妮夏        | 收錄於澪～ミオ   |
| EXEC_with.METHOD_METAFALICA/.                              | 結尾中創造大陸的詩              | 收錄於焔～ホムラ |
| 澪～MIO                                                    | 未在遊戲中登場                  | 收錄於澪～ミオ   |

瑠珈（ルカ）：霜月はるか
| 曲名                          | 遊戲中的登場時間            | 收錄專輯         |
| EXEC_METAFALICA/.             | 第1章末的創造大陸           | 收錄於焔～ホムラ |
| EXEC_SOL=FAGE/.               | 第1章末，連繫於神時所唱的歌 | 收錄於焔～ホムラ |
| EXEC_VIENA/.                  | 第4章中創造天界之塔         | 收錄於焔～ホムラ |
| Hartes ciel, melenas walasye. | 第5章中集結人心的詩         | 收錄於焔～ホムラ |
| EXEC_with.METHOD_METAFALICA/. | 結尾中創造大陸的詩          | 收錄於焔～ホムラ |
| 焔～HOMURA                    | 未在遊戲中登場              | 收錄於焔～ホムラ |

聆紗（レイシャ）、芙蕾麗亞（フレリア）：石橋優子
| 曲名               | 遊戲中的登場時間                        | 收錄專輯       |
| 聆紗の子守唄       | 第1章開頭                               | 收錄於澪～ミオ |
| 永久に結ひて       | 第4章中聆紗在ムーンカルバート中所唱的詩 | 收錄於澪～ミオ |
| EXEC_HAIBANATION/. | 第3章芙蕾麗亞在鐘撞き堂所詠唱的詩       | 收錄於澪～ミオ |
| 絆～KIZNA          | 未在遊戲中登場                          | 收錄於澪～ミオ |

捷可莉（ジャクリ）：みとせのりこ
| 曲名                     | 遊戲中的登場時間                    | 收錄專輯         |
| EXEC_SPHILIA/.           | 第2章在魔大陸中，與心的守護神作戰時 | 收錄於焔～ホムラ |
| EXEC_DESPEDIA/.          | 第5章中從詩歌水晶下載來制御神梁的詩 | 收錄於焔～ホムラ |
| EXEC_HARMONIUS_FYUSION/. | 第3章中在ラクラ房間中與ゾドマ對戰時 | 收錄於焔～ホムラ |
| こころ語り               | ジャクリ結局的追加曲（與Dahna合唱） | 收錄於焔～ホムラ |
| 染～SEN～此ノ花咲ク耶    | 未在遊戲中登場                      | 收錄於焔～ホムラ |